# Coregonus chadary
Coregonus chadary  (Russisch: сиг -хадары, "chadaryhouting") een straalvinnige vissensoort uit de familie van de zalmen (Salmonidae). De wetenschappelijke naam van de soort is voor het eerst geldig gepubliceerd in 1869 door Benedykt Dybowski. Het is een endemische soort houting uit het stroomgebied van de Oost-Aziatische rivieren Sjilka, Argun en Oessoeri.
Het is een vrij grote soort houting die een maximale lengte van 60 cm kan bereiken.